# Liste du patrimoine mondial en Islande
Cet article recense les sites inscrits au patrimoine mondial en Islande.

## Statistiques
L'Islande ratifie la Convention pour la protection du patrimoine mondial, culturel et naturel le 19 décembre 1995. Le premier site protégé est inscrit en 2004.
En 2021, l'Islande compte 3 sites inscrits au patrimoine mondial : 1 culturel et 2 naturels. 
À la même date, le pays a également soumis 6 sites à la liste indicative : 3 culturels, 2 naturels et 1 mixte.

## Listes

### Patrimoine mondial
Les sites islandais suivants sont inscrits au patrimoine mondial en 2023, après la 45e session du Comité du patrimoine mondial.
| Id.  | Site                                                                     | Région(s)                                | Année | Superficie (ha) | Zone tampon (ha) | Critères et notes     | Coordonnées                         | Illus. |
| ---- | ------------------------------------------------------------------------ | ---------------------------------------- | ----- | --------------- | ---------------- | --------------------- | ----------------------------------- | ------ |
| 1152 | Parc national de Þingvellir                                              | Suðurland                                | 2004  | 9 270           |                  | Culturel, (iii), (vi) | 64° 15′ 29″ nord, 21° 02′ 13″ ouest |        |
| 1604 | Parc national du Vatnajökull – la nature dynamique du feu et de la glace | Austurland, Norðurland eystra, Suðurland | 2019  | 1 482 000       |                  | Naturel, (viii)       | 64° 19′ 48″ nord, 16° 34′ 01″ ouest |        |
| 1267 | Surtsey                                                                  | Suðurland                                | 2008  | 3 370           | 3 190            | Naturel, (ix)         | 63° 18′ 11″ nord, 20° 36′ 11″ ouest |        |

### Liste indicative

#### Sites actuels
Les sites suivants sont inscrits sur la liste indicative du pays en octobre 2023.
| Id.  | Site                                                               | Régions                                                                        | Année | Critères et notes | Coordonnées | Illus. |
| ---- | ------------------------------------------------------------------ | ------------------------------------------------------------------------------ | ----- | --- | --- | ------ |
| 5587 | Monuments et sites vikings / Parc national de Þingvellir           | Suðurland                                                                      | 2011  | Culturel, (iii) Inscrit sous le nom Viking Monuments and Sites / Þingvellir National Park Proposition d'inclusion du Þingvellir, inscrit en 2004, dans un bien transfrontalier plus lage, commun à l'Allemagne (Hedeby et Danevirke), le Danemark (Jelling et Trelleborg), l'Islande, la Norvège (bateaux-tombes du Vestfold et carrières de meules d'Hyllestad) et la Suède (Birka et Hovgården). Seules l'Islande et la Norvège conservent une telle proposition dans leur liste indicative : les autres pays ont vu leur proposition inscrite de façon indépendante. | 64° 15′ 14″ nord, 21° 02′ 13″ ouest |        |
| 5586 | Mývatn et Laxá                                                     | Norðurland eystra                                                              | 2011  | Culturel, (iii) Inscrit sous le nom Mývatn and Laxá | 65° 35′ 20″ nord, 17° 04′ 01″ ouest |        |
| 5588 | Parc national de Þingvellir                                        | Suðurland                                                                      | 2011  | Naturel, (vii), (viii), (ix), (x) Inscrit sous le nom Þingvellir National Park Proposition d'extension du site déjà inscrit au patrimoine mondial, dans la zone du Þingvallavatn | 64° 15′ 00″ nord, 21° 04′ 59″ ouest |        |
| 5585 | Réserve naturelle du Breiðafjörður                                 | Vestfirðir, Vesturland                                                         | 2011  | Mixte, (ii), (v), (x) Inscrit sous le nom Breiðafjörður Nature Reserve | 65° 20′ nord, 22° 40′ ouest |        |
| 5817 | Système volcanique de Torfajökull / Réserve naturelle de Fjallabak | Suðurland                                                                      | 2013  | Naturel, (vii), (viii) Inscrit sous le nom Torfajökull Volcanic System / Fjallabak Nature Reserve | 63° 52′ 59″ nord, 19° 00′ 29″ ouest |        |
| 5589 | La tradition des maisons de gazon                                  | Austurland, Höfuðborgarsvæðið, Norðurland eystra, Norðurland vestra, Suðurland | 2011  | Culturel, (iii), (iv) Inscrit sous le nom The Turf House Tradition 14 sites : - Árbær - Austur-Meðalholt - Bustarfell - Galtastaðir fremri - Glaumbær (is) - Grænavatn - Grenjaðarstaður (is) - Hofskirkja (sv) - Keldur - Laufás (is) - Núpsstaður - Þverá - Tyrfingsstaðir - Víðimýrarkirkja | 64° 07′ 05″ N, 21° 49′ 12″ O 63° 52′ 59″ N, 20° 54′ 58″ O 65° 35′ 06″ N, 15° 09′ 32″ O 65° 27′ 04″ N, 14° 26′ 06″ O 65° 36′ 40″ N, 19° 30′ 18″ O 65° 32′ 28″ N, 16° 59′ 49″ O 65° 49′ 16″ N, 17° 21′ 04″ O 63° 54′ 25″ N, 16° 42′ 25″ O 63° 49′ 19″ N, 20° 04′ 26″ O 65° 53′ 38″ N, 18° 04′ 19″ O 63° 57′ 36″ N, 17° 34′ 41″ O 65° 43′ 55″ N, 17° 14′ 46″ O 65° 23′ 28″ N, 19° 07′ 30″ O 65° 32′ 20″ N, 19° 28′ 12″ O |        |

#### Anciens sites
Les sites suivants ont été inscrits par le passé sur la liste indicative du pays, mais n'ont pas été retenus.
| Site                        | Notes | Coordonnées                                                     | Illus. |
| --------------------------- | --- | --------------------------------------------------------------- | ------ |
| Gásir (is)                  | Inscrit en 2001 | 65° 46′ 48″ nord, 18° 09′ 58″ ouest                             |        |
| Herðubreiðarlindir et Askja | Inscrit en 2001. L'Askja est partiellement compris dans le parc national du Vatnajökull, inscrit sur la liste indicative en 2011, puis inscrit au patrimoine mondial en 2019. | 65° 11′ 31″ nord, 16° 13′ 23″ ouest 65° 02′ nord, 16° 45′ ouest |        |
| Snorralaug (is), Reykholt   | Inscrit en 2001 | 64° 39′ 50″ nord, 21° 17′ 20″ ouest                             |        |